# Promyrmekiaphila zebra
Promyrmekiaphila zebra är en spindelart som först beskrevs av Chamberlin och Ivie 1935.  Promyrmekiaphila zebra ingår i släktet Promyrmekiaphila och familjen Cyrtaucheniidae. Inga underarter finns listade i Catalogue of Life.